# Anjou Mária tarantói hercegné
Anjou Mária (Nápoly, 1328. november 10. után/december 6. (előtt) – Nápoly, 1366. május 20.), olaszul: Maria d'Angiò, franciául: Marie d'Anjou, görögül: Μαρία της Νάπολης, albánul: Maria Anzhu, nápolyi (szicíliai) királyi hercegnő, Alba grófnője, első házassága révén Durazzo hercegnéje és Gravina grófnéja, második házassága okán Avellino grófnéja, harmadik házassága által pedig Taranto hercegnéje és címzetes konstantinápolyi császárné. I. Johanna nápolyi királynő húga, Durazzói Margit nápolyi és magyar királyné anyja, valamint I. László és II. Johanna nápolyi királyok nagyanyja. Apja halála (1328. november 10.) után jött a világra, és a születése édesanyja életébe (1328. december 6.) került. A(z) (harmadik) Anjou-ház tagja.

## Élete
Károly calabriai herceg és Valois Mária francia királyi hercegnő legkisebb gyermeke. Apja 1328 novemberében meghalt. Anyja Mária szülésébe halt bele.
Apai nagyszülei I. (Bölcs) Róbert nápolyi király és Jolán aragón királyi hercegnő (infánsnő). Anyai nagyszülei Valois Károly gróf és Châtillon Matild, Saint-Pol grófnője.
Szülei halála után apai nagyapja, a nápolyi király udvarában nevelkedett nővérével, Johannával.
1343. január 20-án I. (Bölcs) Róbert király meghalt, ifjabb unokája, Mária pedig megörökölte az Alba grófnője címet, nővére, Johanna pedig nagyapjuk trónörököseként Nápoly királynője lett. Az elhunyt nagyapa a végrendeletében kifejezte óhaját, hogyha Johanna örökösök hátrahagyása nélkül halna el, akkor húga, Mária követné a trónon.
Több vőlegényjelölt is felmerült számára, köztük I. (Nagy) Lajos magyar király (Lajos öccse, András herceg Mária nővérét, Johannát vette nőül) és II. János francia király is, de Bölcs Róbert halála után I. (Anjou) Károly, Durazzo hercege elrabolta Máriát, és ezek után Périgord-i Ágnes, I. János durazzói herceg özvegye beleegyezett abba, hogy fia eljegyezze Máriát. 1343. április 21-én vagy 30-án a 14 éves hercegnő feleségül ment a 20 éves Károlyhoz, Durazzo hercegéhez, akinek öt gyermeket szült.
Károly és Mária 1347 végén, 1348 elején ellentétbe került Johanna nápolyi királynővel, és annak második férjével, Tarantói Lajos királlyal. 1348. január 15-én Károly lett a Nápolyi Királyság főkormányzója, Johanna és férje pedig elmenekült az országból I. (Nagy) Lajos magyar király támadása következtében, aki bosszút akart állni a királynőn, amiért szerinte meggyilkoltatta első férjét, András herceget, I. Lajos öccsét. A királynő és férje így megmenekült Lajos haragja elől, de Károly a magyar uralkodó fogságába esett, és Nagy Lajos Aversa közelében 1348. január 23-án kivégeztette Mária férjét.
Ezek után Mária elhagyta Nápolyt, és Avignonba utazott, hogy menedéket kérjen VI. Kelemen pápától. 1348-ban a pestis elérte Itáliát is, ez pedig visszavonulásra kényszerítette az ott hadat viselő I. Lajos magyar király seregét, és visszatértek Magyarországra. Ekkor Mária a nővérével visszatért Nápolyba, és újabb házasság elé nézhetett. IV. (Balzo) Hugó, Avellino grófja hozzákényszerítette feleségül a fiához, Róberthez, miután elraboltatta Máriát. Az esküvőre 1350-ben került sor. A házasságukból nem születtek gyermekek.
1351-ben Mária apósa, Hugó merénylet áldozata lett. A gyilkos Mária sógora, Tarantói Lajos volt, Johanna nápolyi királynő második férje.
Ezt követően Róbert lépett apja örökébe a grófsága élén, de pár év múlva ő is gyilkosság áldozata lett, mivel 1354-ben éppen Mária adott parancsot férje megölésére, és ekkor sógora, Rajmund vette át férje helyét mint Avellino grófja. A gyilkosság közvetlen közelében tartózkodott maga Mária is, de nem volt szemtanúja.
1355 áprilisában Mária ismét férjhez ment, ezúttal a 26 éves Tarantói Fülöphöz, II. Róbert címzetes konstantinápolyi latin császár és Tarantói Lajos király öccséhez. Öt gyermekük született, de mindegyik meghalt kiskorában.
1364-ben elhunyt Fülöp bátyja, Róbert császár, gyermeket pedig nem hagyott hátra. A trónon Fülöp következett utána, így Máriából címzetes konstantinápolyi latin császárné lett. Róbert özvegye, Bourbon Mária először saját, első házasságából származó fiát, a 29 éves Lusignan Hugót szerette volna a császári címmel felruházni.
Mária 1366. május 20-án Nápolyban, 37 esztendősen vesztette életét, utolsó gyermeke születése közben. Özvegye, Fülöp 1370 októberében újranősült, és a 18 éves Szlavóniai Erzsébet magyar királyi hercegnőt vette feleségül, aki egy fiút szült neki, Fülöpöt 1371-ben, aki viszont hamarosan elhunyt. Mária harmadik férje, Fülöp császár 1373. november 25-én, 45 évesen halt meg. Özvegye, Erzsébet többé nem ment férjhez.
Mária császárné földi maradványait a nápolyi Szent Klára bazilikában helyezték örök nyugalomra.

## Gyermekei
- 1. férjétől, I. (Anjou) Károly (1323–1348) durazzói hercegtől, Gravina grófjától, 5 gyermek:
  - Lajos (1343. december – 1344. január 14.) durazzói herceg
  - Johanna (1344–1387), I. Johanna néven Durazzo hercegnője, 1. férje Navarrai Lajos (1341–1376), Durazzo iure uxoris hercege, Beaumont-le-Roger grófja, nem születtek gyermekei, 2. férje IV. (Artois-i) Róbert (1356–1387), Eu grófja, nem születtek gyermekei
  - Ágnes (1345–1383), 1. férje I. Cansignorio della Scala (1340–1375), Verona ura, nem születtek gyermekei, 2. férje I. (Balzo) Jakab (1353–1383), tarantói herceg, akháj uralkodó herceg és címzetes latin császár, nem születtek gyermekei
  - Klemencia (1346–1363) durazzói hercegnő
  - Margit (1347–1412), férje III. (Durazzói) Károly (1345–1386) nápolyi király és II. Károly néven magyar király, 3 gyermek, többek között:
    - II. Johanna nápolyi királynő (1373–1435)
    - László nápolyi király (1376–1414)
- 2. férjétől, Balzo Róbert (–1354), avellinói gróftól, nem születtek gyermekei
- 3. férjétől, II. (Anjou) Fülöp (1329–1373) tarantói hercegtől és címzetes konstantinápolyi latin császártól, 5 gyermek:
  - Fülöp (1356–fiatalon) latin császári és tarantói herceg
  - Károly (1358–fiatalon) latin császári és tarantói herceg
  - Fülöp (1360–fiatalon) latin császári és tarantói herceg
  - N. (fiú) (1362–fiatalon) latin császári és tarantói herceg
  - N. (fiú) (Nápoly, 1366. május 20. /előtt/ – Nápoly, 1366. május 20. /előtt/) latin császári és tarantói herceg